# Mare de Déu de les Peces
L'església de la Mare de Déu de les Peces o Santa Maria de les Peces és d'estil romànic i està situada sobre un turó pròxim a la població d'Alàs i Cerc, a la comarca de l'Alt Urgell. Està inclosa en l'Inventari del Patrimoni Arquitectònic de Catalunya.
L'edifici està datat del segle xi i posseeix documentació del 1077. Consta d'una única nau amb absis circular. Porta adovellada al frontis. Finestres adovellades de doble esqueixada, una al mig de l'absis i l'altra al frontis, damunt la porta. Conserva un campanar de torre amb planta quadrada de l'època romànica i amb una coberta en un únic vessant. Està adossada al mur nord, amb unes dimensions de 3,50 x 2,70 m. L'església està construïda amb pedres en filades, de mides molts irregulars.
En el seu interior es troba una imatge de fusta policromada d'estil gòtic de Santa Maria de les Peces, imatge molt venerada a la comarca.